# Ambassade de France au Panama
L'ambassade de France au Panama est la représentation diplomatique de la République française auprès de la république de Panama. Elle est située à Panama, la capitale du pays, et son ambassadrice est, depuis 2023, Aude de Amorim. L'ambassade est aussi compétente pour le Commonwealth des Bahamas.

## Ambassade
L'ambassade est située dans le quartier San Felipe (es) de la ville de Panama, sur la Place de France, à l'extrémité de la péninsule. Elle accueille aussi une section consulaire.

## Ambassadeurs depuis 1945
| De   | À    | Ambassadeur                            |
| ---- | ---- | -------------------------------------- |
| 1945 | 1946 | M. Magnan de Bellevue                  |
| 1946 | 1946 | Lucien Colin                           |
| 1946 | 1952 | Guy Menant                             |
| 1952 | 1964 | Lionel Vasse                           |
| 1964 | 1969 | Albert Chambon                         |
| 1969 | 1972 | Jean Deciry                            |
| 1972 | 1975 | Marcelle Campana                       |
| 1975 | 1980 | Louis Loiseleur des Longchamps-Deville |
| 1980 | 1983 | Pierre-André Dumont                    |
| 1983 | 1987 | Robert Cantoni                         |
| 1987 | 1990 | Jacques Rummelhardt                    |
| 1990 | 1994 | Jean-Paul Barré                        |
| 1994 | 1998 | Alain Pallu de Beaupuy                 |
| 1998 | 2003 | Patrick Boursin                        |
| 2003 | 2007 | Christophe Philibert                   |
| 2007 | 2010 | Pierre-Henri Guignard (d)              |
| 2010 | 2014 | Hugues Goisbault (d)                   |
| 2014 | 2017 | Philippe Casenave                      |
| 2017 | 2020 | Brice Roquefeuil (d)                   |
| 2020 | 2023 | Arnaud de Sury (d)                     |
| 2023 | auj. | Aude de Amorim                         |

## Relations diplomatiques
Le Panama faisait jusqu'en 1819 partie de la Nouvelle-Grenade, une vice-royauté administrée par la couronne d'Espagne. Dans les années suivantes, le Panama a ensuite appartenu à la Grande Colombie, puis à la Nouvelle-Grenade (1832), dont il devient un État fédéré en 1855 et enfin aux États-Unis de Colombie (1857-1863). Les relations avec la France ont réellement débuté avec l'arrivée de Ferdinand de Lesseps, en 1880, pour la construction du canal de Panamá, mais, officiellement, un premier consulat a été fixé à Panama en 1843, sous contrôle de celui de Carthagène, alors capitale de la Nouvelle-Grenade. Le premier consul, précédemment en poste en Haïti, Frédéric Jacquemont, fut emporté par la fièvre jaune en 1844. Son successeur, Charles de Vallat y restera 5 ans avant d'être remplacé par Léon Lecomte puis le vicomte Roger de Saint-Sauveur, Arthur de Zeltner et Paul Chevrey-Rameau. C'est Charles Fauconnet qui est consul de France à Panama lorsque commence le percement du canal qui conduira au scandale. Au même moment, le consulat de Bogota est élevé en consulat général de France auprès de la confédération grenadine des États-Unis de Colombie. En 1903, le Panama déclare son indépendance de la Colombie. La France reconnaît sa souveraineté dès le 15 novembre 1903 par l'intermédiaire de son consul Georges Bonhenry, resté impuissant à empêcher le transfert de la construction du canal aux États-Unis.

### Bahamas
Les Bahamas sont indépendantes depuis 1973. La France entretenait depuis le XIXe siècle une agence consulaire à Nassau (Nouvelle-Providence). Dès l'indépendance du pays, la France a nommé son ambassadeur de France en Jamaïque comme représentant français aux Bahamas, en résidence à Kingston. Depuis 2014, c'est l'ambassadeur de France au Panama qui est accrédité auprès du Commonwealth des Bahamas.

## Consulat

### Communauté française
Au 31 décembre 2016, 1 822 Français sont inscrits sur les registres consulaires au Panama.
| 2001 | 2002 | 2003 | 2004 |
| ---- | ---- | ---- | ---- |
| 412  | 458  | 522  | 557  |

| 2005 | 2006 | 2007 | 2008 |
| ---- | ---- | ---- | ---- |
| 649  | 767  | 668  | 915  |

| 2009 | 2010  | 2011  | 2012  |
| ---- | ----- | ----- | ----- |
| 932  | 1 130 | 1 270 | 1 353 |

| 2013  | 2014  | 2015  | 2016  |
| ----- | ----- | ----- | ----- |
| 1 428 | 1 660 | 1 722 | 1 822 |

### Circonscriptions électorales
Depuis la loi du 22 juillet 2013 réformant la représentation des Français établis hors de France avec la mise en place de conseils consulaires au sein des missions diplomatiques, les ressortissants français d'une circonscription recouvrant Cuba, la Jamaïque et le Panama élisent pour six ans un conseiller consulaire. Ce dernier a trois rôles : 
1. il est un élu de proximité pour les Français de l'étranger ;
2. il appartient à l'une des quinze circonscriptions qui élisent en leur sein les membres de l'Assemblée des Français de l'étranger ;
3. il intègre le collège électoral qui élit les sénateurs représentant les Français établis hors de France.

Pour l'élection à l'Assemblée des Français de l'étranger, le Panama appartenait jusqu'en 2014 à la circonscription électorale de New Delhi comprenant aussi le Belize, le Costa Rica, le Guatemala, le Honduras, le Mexique, le Nicaragua et le Salvador, et désignant trois sièges. Le Panama appartient désormais à la circonscription électorale « Amérique Latine et Caraïbes » dont le chef-lieu est São Paulo et qui désigne sept de ses 49 conseillers consulaires pour siéger parmi les 90 membres de l'Assemblée des Français de l'étranger.
Pour l'élection des députés des Français de l’étranger, le Panama dépend de la 2e circonscription.